# ドニチエコきっぷ

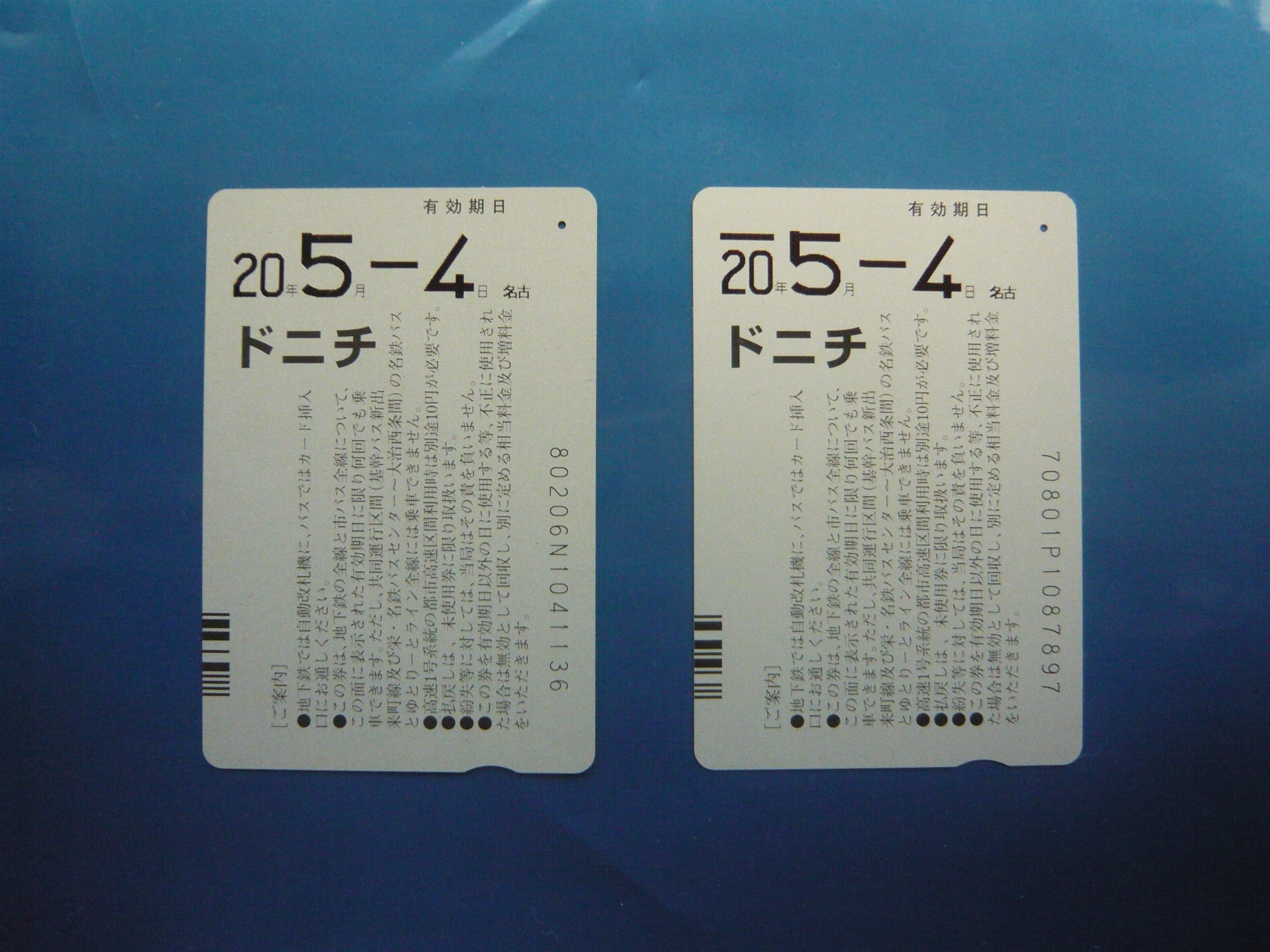
裏面（手売りの樹脂製磁気カード）
最初の使用時に日付が印字される

ドニチエコきっぷは、名古屋市交通局が販売する乗車券。同局の路線を土曜日・休日（日曜・祝日）と、名古屋市が制定した毎月8日の「環境保全の日」、年末年始並びにお盆期間の休日ダイヤ運行日に利用できる磁気式の一日乗車券である。通常のバス・地下鉄一日乗車券と同様に、名古屋市営地下鉄及び名古屋市営バスの全線が乗り降り自由である。
2006年（平成18年）4月に、それまで発売されていた毎月8日のみ利用可能な「なごや環境きっぷ」に代わって発売が開始された。
手売りの樹脂製磁気カードは毎日発売されている他、「にっぽんど真ん中祭り」や「名古屋まつり」など名古屋市内で大規模なイベントが開催される場合などは、記念「ドニチエコきっぷ」を発売する。
後述の通り、発売箇所の違いにより樹脂製磁気カードと紙製磁気券があるが、それぞれ、事前購入の可否や、有効期日が確定するタイミング、払い戻し条件、バス料金箱のカード挿入口への対応など異なる点がある。なお、いずれも使い捨てである。

## 発売箇所
樹脂製磁気カードの場合、ドニチエコきっぷが利用できない日を含め、地下鉄改札窓口・駅長室、市バス（ゆとりーとライン含む）車内・営業所、交通局サービスセンター（定期券売り場）、乗車券委託販売所（一部）にて発売。紙製磁気券の場合、ドニチエコきっぷが利用可能な日に限り、市営地下鉄駅自動券売機にて当日券のみ発売。発売開始以来長らく、購入は現金に限られていたが、2021年3月1日より他の一日乗車券、地下鉄24時間券とともにmanaca、TOICAなど交通系ICカードのストアードフェアを利用して自動券売機で購入できるようになった（チャージ残額で購入すると、券面にICと印字される）。また、2022年3月1日からは交通局サービスセンターでの購入に限り、クレジットカードや交通系ICカード、iDやQUICPay、コード決済での購入が可能になった。(ただし、デザインは通常のものと異なる)

## 効力
有効期日は土曜日及び休日（日曜日、祝日、年末年始並びにお盆期間の休日ダイヤ運行日含む）、毎月8日（環境保全の日）のいずれか1日のみ。なお、午前0時を過ぎても終電・最終バスまでは利用可能。ただし、大晦日から元日まで行われる地下鉄終夜運転（上飯田線を除く）にあわせた特別取り扱いとして、大晦日の22時までに利用した場合は翌日（元日）の朝6時まで、大晦日の22時以降から利用した場合は翌日（元日）の終電・最終バスまで利用可能となっている。
手売りの樹脂製磁気カードの場合、利用できない日を含め、事前購入は可能である。利用したい日に地下鉄は自動改札機に、バスは料金箱のカード挿入口に通すと、最初の使用時にカード裏面へ日付が印字される。2回目以降の使用時については、地下鉄の場合は自動改札機に通し、バスの場合は、裏側に印字された日付を運転手に見せる（樹脂製磁気カードの場合、バス料金箱のカード挿入口に通しても認識される）。
黄色い券売機のでの購入の場合、購入当日限り有効の紙製磁気券として発券されるため、事前購入はできない。使用時は、地下鉄の場合は自動改札機に通し、バスの場合は、表側を運転手に見せる（紙製磁気券の場合、バス料金箱のカード挿入口に通しても認識されず排出される）。
なごや観光ルートバス（メーグル）も利用可能である。
名古屋ガイドウェイバス志段味線（ゆとりーとライン）は、名古屋市営バス大森営業所が運行している一般道路区間（高架区間である名古屋ガイドウェイバス志段味線《大曽根駅 -　小幡緑地駅》を除く区間）で利用可能である。利用する場合には整理券をとる必要がある。なお、高架区間へ乗り越した場合、小幡緑地駅からの運賃を支払う必要がある。
名古屋鉄道・名古屋臨海高速鉄道（あおなみ線）・愛知高速交通（リニモ）・JR東海・近畿日本鉄道などの他社線は利用できない。なお、名鉄との直通運転で乗り越した場合（または上小田井駅で名鉄犬山線名鉄名古屋方面発着の列車に直接乗り換えた場合）は、地下鉄の終点（上小田井駅・赤池駅・上飯田駅）からの運賃を支払う必要がある。この場合、名鉄の一部の駅に設置している自動精算機には対応していないため、係員のいる窓口に出向くか、インターホンで係員を呼び出さなければならない。
共同運行区間も含め、名鉄バスは利用できない。
市バス高速1号系統（栄 - 森の里団地）の利用で名古屋高速区間をまたがって利用する場合、別途10円が必要であったが、2022年4月1日をもって廃止された。
深夜バス（現在運休中）の利用時は、深夜バス料金の半額が別途必要である。但し、土曜・日曜・祝日、年末年始並びにお盆期間は深夜バスは運行されないため、利用できるのは利用日が8日で、かつ平日（深夜バス運行日）のみに限られる。
払い戻しは、手売りの樹脂製磁気カードについては未使用券に限り、券売機で発券された紙製磁気券については有効期間内かつ未使用券に限り取り扱う（手数料が必要）。
使用済みのドニチエコきっぷは、記念に持ち帰っても問題ないが、不要であれば駅のコンコース、又はバス車内に備え付けてある回収箱に投入する。なお、上小田井駅と上飯田駅で改札を出る時にドニチエコきっぷを自動改札機に取り忘れると、これ以降使用しないものとみなされて回収される場合がある。
この乗車券の提示により、名古屋市内を中心とした観光施設で入館料の割引などが受けられる特典がある。なお、ドニチエコきっぷの利用日以外は一日乗車券・地下鉄24時間券でも同様の取り扱いである。2008年10月1日より、これらの割引に加え指定店舗での買い物に対しても割引が受けられる「なごや得ナビ」を開始した。

## 値段
- 大人：620円[WEB 1]
- 子供：310円[WEB 1]

|      | ドニチエコきっぷ | バス一日乗車券 | 地下鉄全線24時間券 | バス・地下鉄一日乗車券 |
| ---- | ---------------- | -------------- | ------------------ | ---------------------- |
| 大人 | 620              | 620            | 760                | 870                    |
| 子供 | 310              | 310            | 380                | 430                    |

また、ゴールデンウィーク・夏休み・年末年始期間中は、「特割ドニチエコきっぷ」が4枚1セット2,100円（1枚当たり525円）で発売されることがある。「特割ドニチエコきっぷ」はそれぞれに有効期限があり、その期限を過ぎると未使用であっても無効となる。
夏休み期間中は枚数限定で「お子サマーパス」（300円）が発売されることがある。また、「こども春得きっぷ」が発売されることもある。

## 歴史
- 2006年（平成18年）
  - 4月1日 - 発売開始。当日発売のみ。
  - 7月8日 - 発売50万枚突破。翌9日に50万枚突破キャンペーンを実施。
  - 9月16日 - 事前発売開始および取扱箇所の拡大。従来の駅窓口・市バス車内の他、サービスセンター、地下鉄駅長室、市バス営業所等で購入できるようになった。
  - 9月26日 - 発売100万枚突破。30日に100万枚突破キャーンペーンを実施。
  - 10月10日 - 15日 第52回名古屋まつりドニチエコきっぷ（大人用のみ）を発売。
- 2007年（平成19年）
  - 2月 - 発売200万枚突破。2月10日 - 12日の日付のあるドニチエコきっぷを対象にキャンペーンを実施。
- 2008年（平成20年）
  - 1月 - 樹脂製磁気カード表面の文を一部変更。
  - サンケイリビング新聞社実施の「助かりました大賞」（名古屋ブロック）で、第13回（2006年度）「金賞」を受賞。
  - 2月23日 - 発売500万枚突破。2月23日・24日の使用済みドニチエコきっぷを対象にキャンペーン実施。
  - 10月1日 - 「ドニチエコきっぷ」または地下鉄・バスの一日乗車券の提示により割引特典が受けられる「なごや得ナビ」を開始。
- 2009年（平成21年）
  - 4月 - 樹脂製磁気カード表面に「なごや得ナビ」のQRコードを印刷。
  - 6月22日 - ドニチエコきっぷ10枚とユリカ500が1枚セットになった定額給付金おでかけ支援キャンペーンを1万セット限定で6000円で販売開始。
  - 8月8日 - 16日の連続9日間使用可能とする（8月10日 - 12日は平日ダイヤ運行日であるが使用可能）。
  - 10月3日 - 発売1000万枚突破。
  - 10月 - 10月に使用したドニチエコきっぷを郵送すると抽選で200名にドニチエコきっぷをプレゼント。
  - 12月 - 年末年始限定で利用可能なドニチエコきっぷ5枚をセットにした「年末年始特割ドニチエコきっぷ」を1万セット限定で2,000円で初めて販売開始。
- 2010年（平成22年）
  - 7月 - 夏休み限定で利用可能なドニチエコきっぷ4枚をセットにした「夏特割ドニチエコきっぷ」を2万セット限定で2,000円で初めて販売開始。
- 2011年（平成23年）
  - 4月 - ゴールデンウィーク限定で利用可能なドニチエコきっぷ4枚をセットにした「ゴールデンウィーク特割ドニチエコきっぷ」を5千セット限定で2,000円で初めて販売開始。
- 2017年（平成29年）
  - 10月1日 - コスト縮減の観点より、市営地下鉄駅の自動券売機で発券される一日乗車券（バス・地下鉄一日乗車券、地下鉄一日乗車券、ドニチエコきっぷ）のみ、事前購入も可能な樹脂製磁気カードから購入当日限り有効の紙製磁気券に変更。[WEB 2][新聞 1]
- 2019年（令和元年）
  - 10月1日 - 消費税10％の増税に伴い、2014年の増税時には据え置きとなっていた価格を620円へ値上げ。それに伴い、一部駅に設置されていた樹脂製磁気カードの専用自動券売機が撤去された。
- 2021年（令和3年）
  - 3月1日 - 市営地下鉄駅の自動券売機において、交通系ICカードを利用して購入可能となった（ドニチエコきっぷとしての発売は3月6日から）[WEB 3][注釈 3]。
- 2022年（令和4年）
  - 3月1日 - この日より交通局サービスセンターでキャッシュレス決済による購入が可能となった。ただし、現金購入時のものとはデザインが異なる[WEB 4]。